# Emneth Hungate
Emneth Hungate – wieś w Anglii, w hrabstwie Norfolk, w dystrykcie King’s Lynn and West Norfolk. Leży 72 km na zachód od Norwich i 129 km na północ od Londynu.